# Pleiocásio

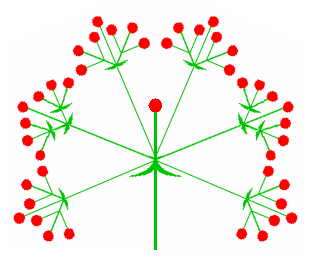
Esquema de um pleiocásio.

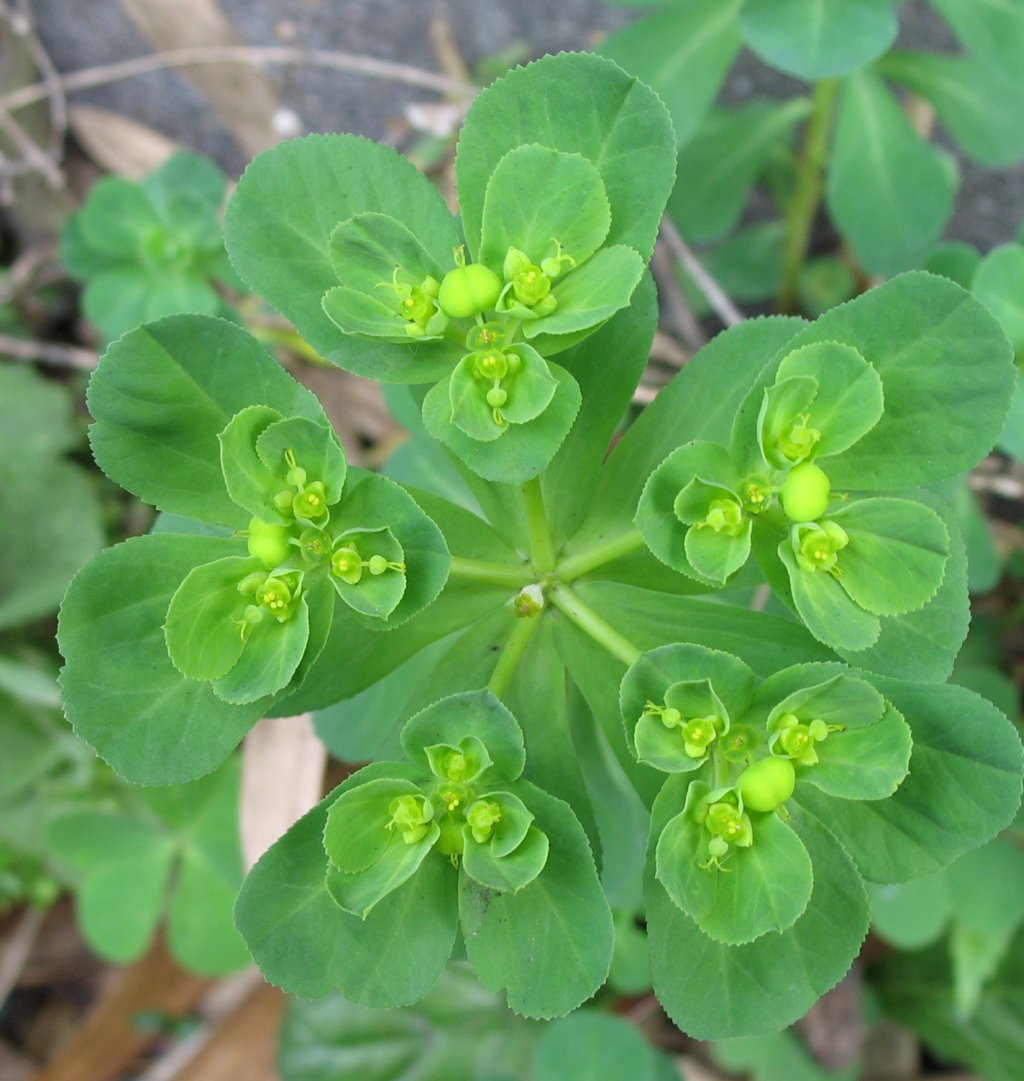
Peiocásio de Euphorbia helioscopia.

Pleiocásio (do grego: pleio + khásis) é a designação dada em anatomia vegetal a um tipo de inflorescência definida multípara (com mais de dois ramos no mesmo verticilo sob cada flor terminal, aparentando uma umbela), abaixo do eixo primário que termina na flor terminal, se formam três ou mais ramos secundários, os quais, por sua vez, podem apresentar também ramificação. Distingue-se em pseudo-umbela e antela.